# Betrideildin kvinnur (2018)
W roku 2018 odbyła się 34. edycja 1. deild kvinnur – pierwszej ligi piłki nożnej kobiet na Wyspach Owczych. W rozgrywkach wzięło udział 6 klubów z całego archipelagu. Tytuł mistrzowski obroniła drużyna EB/Streymur/Skála ÍF, po raz pierwszy w swej historii. W 2018 roku sponsorem tytularnym rozgrywek został bank Betri. Nowa nazwa obowiązywać będzie do roku 2022.

## Uczestnicy
| Uczestnicy 1. deild kvinnur 2017                                                                              | Uczestnicy 1. deild kvinnur 2017 | Uczestnicy 1. deild kvinnur 2017 | Uczestnicy 1. deild kvinnur 2017 |
| --- | -------------------------------- | -------------------------------- | -------------------------------- |
| ESS | EB/Streymur/Skála ÍF             | 1                                |                                  |
| KÍ | KÍ Klaksvík                      | 2                                |                                  |
| HB | HB Tórshavn                      | 3                                |                                  |
| ÍFV | ÍF Fuglafjørður/Víkingur Gøta    | 4                                |                                  |
| B36 | B36 Tórshavn                     | 5                                |                                  |
| B68 | B68 Toftir                       | 6                                |                                  |
| Oznaczenia: - kolumna pierwsza – skróty nazw drużyn, - kolumna trzecia – miejsce zajęte w poprzednim sezonie. |                                  |                                  |                                  |

## Tabela ligowa
| Lp. | Drużyna                       | M  | Z  | R | P  | Bramki | Bramki | Różn. | Pkt | Uwagi                          |
| --- | ----------------------------- | -- | -- | - | -- | ------ | ------ | ----- | --- | ------------------------------ |
| 1   | EB/Streymur/Skála ÍF          | 20 | 16 | 2 | 2  | 80     | 14     | +66   | 50  | Liga Mistrzyń UEFA • 2019/2020 |
| 2   | HB Tórshavn                   | 20 | 14 | 3 | 3  | 76     | 21     | +55   | 45  |                                |
| 3   | KÍ Klaksvík                   | 20 | 14 | 3 | 3  | 57     | 19     | +38   | 45  |                                |
| 4   | ÍF Fuglafjørður/Víkingur Gøta | 20 | 6  | 0 | 14 | 30     | 61     | −31   | 18  |                                |
| 5   | B36 Tórshavn                  | 20 | 2  | 2 | 16 | 15     | 75     | −60   | 8   |                                |
| 6   | B68 Toftir                    | 20 | 2  | 2 | 16 | 19     | 87     | −68   | 8   |                                |

## Wyniki spotkań

### Regularne spotkania
| Gospodarz \ Gość              | B36 | B68 | ESS | HB  | ÍFV | KÍ  |
| B36 Tórshavn                  |     | 1:1 | 0:6 | 0:5 | 1:3 | 2:4 |
| B68 Toftir                    | 0:0 |     | 2:8 | 1:8 | 0:4 | 0:7 |
| EB/Streymur/Skála ÍF          | 7:0 | 8:1 |     | 6:1 | 2:0 | 1:0 |
| HB Tórshavn                   | 5:0 | 3:0 | 2:1 |     | 2:0 | 2:1 |
| ÍF Fuglafjørður/Víkingur Gøta | 4:2 | 3:1 | 0:3 | 0:4 |     | 1:2 |
| KÍ Klaksvík                   | 6:0 | 3:0 | 4:0 | 1:1 | 4:2 |     |

Aktualne na 24 czerwca 2018. Źródło: FaroeSoccer.com
Objaśnienia:
1Drużyna gospodarzy jest wymieniona po lewej stronie tabeli.
Kolory: zielony – zwycięstwo gospodarzy, żółty – remis, różowy – zwycięstwo gości.

### Dodatkowe spotkania
| Gospodarz \ Gość              | B36 | B68 | ESS | HB  | ÍFV | KÍ  |
| B36 Tórshavn                  |     | 1:2 | 0:3 | 0:6 | 0:1 | 1:2 |
| B68 Toftir                    | 1:3 |     | 0:7 | 1:9 | 4:1 | 1:4 |
| EB/Streymur/Skála ÍF          | 8:0 | 4:1 |     | 2:0 | 6:0 | 1:0 |
| HB Tórshavn                   | 6:0 | 8:1 | 1:1 |     | 7:0 | 0:2 |
| ÍF Fuglafjørður/Víkingur Gøta | 1:3 | 3:1 | 1:5 | 3:5 |     | 1:5 |
| KÍ Klaksvík                   | 4:1 | 2:1 | 1:1 | 1:1 | 4:2 |     |

Aktualne na 22 grudnia 2018. Źródło: FaroeSoccer.com
Objaśnienia:
1Drużyna gospodarzy jest wymieniona po lewej stronie tabeli.
Kolory: zielony – zwycięstwo gospodarzy, żółty – remis, różowy – zwycięstwo gości.

## Najlepsi strzelcy
Stan na 22 grudnia 2018
| Bramki | Strzelcy              | Drużyna                       |
| ------ | --------------------- | ----------------------------- |
| 23     | Heidi Sevdal          | HB Tórshavn                   |
| 21     | Milja Simonsen        | HB Tórshavn                   |
| 17     | Rannvá Andreasen      | KÍ Klaksvík                   |
| 17     | Margunn Lindholm      | EB/Streymur/Skála ÍF          |
| 16     | Birna Mikkelsen       | EB/Streymur/Skála ÍF          |
| 14     | Ansy Jakobsen         | EB/Streymur/Skála ÍF          |
| 13     | Julia Naomi Mortensen | HB Tórshavn                   |
| 11     | Durita Hummeland      | EB/Streymur/Skála ÍF          |
| 8      | Rebekka Benbakoura    | HB Tórshavn                   |
| 8      | Evy á Lakjuni         | KÍ Klaksvík                   |
| 8      | Sanna Svarvadal       | KÍ Klaksvík                   |
| 7      | Hanna Højgaard        | ÍF Fuglafjørður/Víkingur Gøta |
| 7      | Laila Pætursdóttir    | B68 Toftir                    |
| 7      | Jensa Tórolvsdóttir   | ÍF Fuglafjørður/Víkingur Gøta |
| 7      | Maria Thomsen         | KÍ Klaksvík                   |
| 6      | 2 zawodniczki         | 2 zawodniczki                 |
| 4      | 5 zawodniczek         | 5 zawodniczek                 |
| 3      | 4 zawodniczki         | 4 zawodniczki                 |
| 2      | 11 zawodniczek        | 11 zawodniczek                |
| 1      | 21 zawodniczek        | 21 zawodniczek                |
| sam.   | 6 zawodniczek         | 6 zawodniczek                 |